# ヴォークラン級大型駆逐艦
ヴォークラン級大型駆逐艦 (Contre-Torpilleur classe Vauquelin) は、フランス海軍が保有した大型駆逐艦。6隻が建造された。

## 概要
1928年度および1929年度計画で策定されたエーグル級大型駆逐艦の準同型艦。魚雷発射管を増設したことを除いては、エーグル級との差はほとんど無い。
第二次世界大戦中の1940年に「マイレ・ブレゼ」が搭載魚雷の暴発事故によって沈没し、1941年に「シュヴァリエ・ポール」がイギリス軍機の空爆を受け戦没、残る4隻がドイツ軍の接収を恐れトゥーロンで自沈し、全艦が失われた。

## 同型艦
| 艦名                                   | 就役           | 喪失                        |
| -------------------------------------- | -------------- | --------------------------- |
| ヴォークラン（Vauquelin）              | 1933年11月3日  | 1942年11月27日自沈          |
| ケルサン（Kersaint）                   | 1933年12月31日 | 1942年11月27日自沈          |
| カサール（Cassard）                    | 1933年9月10日  | 1942年11月27日自沈          |
| タルテュ（Tartu）                      | 1932年12月31日 | 1942年11月27日自沈          |
| マイレ・ブレゼ（Maillé Brézé）         | 1933年4月6日   | 1940年4月30日事故により喪失 |
| シュヴァリエ・ポール（Chevalier Paul） | 1934年7月20日  | 1941年6月16日戦没           |

## 参考図書
- 「世界の艦船増刊第17集　第2次大戦のフランス軍艦」(海人社)